# Baixa (Ribeirinha)
Baixa é uma localidade portuguesa da freguesia da Ribeirinha, concelho da Lajes do Pico, ilha do Pico, arquipélago dos Açores.
Esta localidade encontra-se na emediação do povoado das Adegas, da Ponta Gorda. Nesta localidade encontra-se o Porto da Fajã da Baixa.